# Dennis Dugan
Dennis Barton Dugan (Wheaton (Illinois), 5 september 1946) is een Amerikaans acteur en filmregisseur.

## Biografie
Dugan is bekend van Happy Gilmore (1996), You Do not Mess with the Zohan (2008) en Big Daddy (1999). Hij regisseerde in 2016 de film Grown Ups.
Van 1973 tot 1987 was Dugan getrouwd met Joyce Van Patten. Hij hertrouwde met Sharon O'Conner.